# Kodanakatte, Sorab
Kodanakatte là một làng thuộc tehsil Sorab, huyện Shimoga, bang Karnataka, Ấn Độ.